# 格吕纳勒卡
格吕纳勒卡（挪威語：Grünerløkka）是位於挪威首都奧斯陸的一個區。格吕纳勒卡在1858年被劃入奧斯陸，是傳統的工人階級住宅區。20世紀後期開始，格吕纳勒卡開始高檔化。雖然格吕纳勒卡位於奧斯陸東部，但是是奧斯陸東部地價較高的區。

## 名称
该地名中的“格吕纳”（Grüner）为人名，来自弗里德里希·格吕纳（Friedrich Grüner，1628年-1674年），其于1651年至去世前担任克里斯蒂安尼亚（Christiania ，奥斯陆的旧称）的铸币厂主管。值得注意的是，挪威语字母中没有“ü”，此名中含有是因其为德语人名。译作“勒卡”的“løkka”是“løkke”的单数限定式，意为“围场”。